# Binas
Binas é uma comuna francesa na região administrativa do Centro, no departamento Loir-et-Cher. Estende-se por uma área de 26,13 km². Em 2010 a comuna tinha 683 habitantes (densidade: 26,1 hab./km²).